# Bakchides
Bakchides (gr. Βακχίδης) – wódz króla syryjskiego Demetriusza I Sotera.
W 161 p.n.e. w Judei przywrócił do władzy Alkomosa. W Galilei zwyciężył Judę Machabeusza pod Elasą, potem pokonał Jonatana. W 157 p.n.e. jeszcze raz ruszył do Palestyny, jednak tym razem musiał zawrzeć z Jonatanem przymierze.